# Суслин, Виталий Тимофеевич
Виталий Тимофеевич Суслин (1937, Мариуполь — 1997, Таганрог) — советский хозяйственный, государственный и политический деятель.

## Биография
Родился в 1937 году в Мариуполе. В 1960 году окончил Мариупольский металлургический институт. Кандидат экономических наук. Член ВКП(б) с 1963 года.
С 1959 года — на хозяйственной, общественной и политической работе. В 1958—1997 гг. — помощник мастера (ТСЦ № 2), старший вальцовщик, мастер участка проката, начальник смены (ТСЦ № 3), начальник ТСЦ № 2 Таганрогского металлургического завода, первый секретарь Орджоникидзевского райкома КПСС, второй секретарь Таганрогского горкома КПСС, заведующий отделом, второй, а в 1990-91 гг. — Первый секретарь Ростовского обкома КПСС. После роспуска КПСС — руководитель агропромышленной фирмы, помощник генерального директора ОАО «ТАГМЕТ» по маркетингу.
Награжден двумя орденами «Знак Почета» и орденом Дружбы народов.
Умер в 1997 году в Таганроге.